# Mario Bardi
Mario Bardi (* Januar 1922 in Palermo; † 7. September 1998 in Mailand) war ein italienischer Maler des Realismus aus Sizilien.

## Leben
Im Jahr 1947 gab Bardi sein Ingenieurstudium auf und ging an die Accademia di Belle Arti di Palermo, wo er 1951 seinen Abschluss machte. Im selben Jahr zog er nach Aosta. 1954 war er in Turin. Er zog nach Mailand in den frühen 1960er Jahren. Bardi gewann den Premio Suzzara 1963 und den Premio Tettamanti 1964 und 1966.
Er starb am 7. September 1998 in Mailand an einem Schlaganfall.
Der sizilianische Schriftsteller Leonardo Sciascia schrieb über Bardi: Es gibt nichts in seinen Bildern, was Sizilien nicht erklären kann.

## Stil
Mario Bardi ist ein Vertreter des Realismus, später des Magischen Realismus. Er gilt als der wichtigste zeitgenössische Maler Siziliens, auch aufgrund seiner Darstellung der Insel in ihren vielen Formen. Das Thema seiner Werke in den fünfziger Jahren waren die Armen, die mit massiven, schweren Strukturen dargestellt werden, die ein Dasein symbolisieren, das von harter Arbeit und Leid geprägt ist. Ab Mitte der sechziger Jahre wurde Bardis Malerei Träger von Inhalten der sozialen Kritik und des Protestes. Zunächst stellte er das Blutvergießen und die Katastrophen dar, die in seiner Heimat, Sizilien, stattgefunden haben, und später die Schrecken der Konflikte weltweit. Im folgenden Jahrzehnt begann er mit Serien von "Vizekönigen", "Inquisitoren", "Kardinälen", Symbolen eines Unterdrückungssystems, das nicht mehr so offensichtlich wie in seinen vorherigen Werken angeklagt wird.

## Kritische Analyse
„Es gibt nichts in seinen Bildern, was Sizilien nicht erklären könnte“, bemerkte Leonardo Sciascia und erkannte in Bardi nicht nur einen einfachen Interpreten der Insel, sondern ihren radikalsten visuellen Kodifizierer. Während Renato Guttuso Sizilien durch die menschliche Figur und die direkte Anklage erzählte, übersetze Bardi sie in gestalterische Struktur. In dieser Hinsicht nähere sich seine Forschung der Monumentalität von Mario Sironi. Im internationalen Kontext erinnere seine Farbverwendung an die emotionale Kraft von Nicolas de Staël, bleibe jedoch in einer spezifischen historischen Erinnerung verankert.

## Museen
- Galleria Civica d’Arte Moderna e Contemporanea (Santhià)
- MAGA – Museo Arte Gallarate (Varese)
- Museo di Bagheria, Palermo[10]
  - Paesaggio, 1964, Öl auf Leinwand, 35 × 45,50 cm
  - Paesaggio siciliano, 1970, Tempera, 50 x 70 cm
- Galleria d’Arte Moderna all’Aperto Bondarte (Mezzana Mortigliengo)
- Collezione Luca Crippa (Seregno)